# Oldza
Oldza – potok w południowo-zachodniej Polsce w woj. dolnośląskim w Sudetach Zachodnich.
Ciek IV rzędu o długości ok. 17 km, prawy dopływ Kwisy, należący do dorzecza Odry, zlewiska Morza Bałtyckiego.

## Położenie
Rzeka w Sudetach Zachodnich na Pogórzu Izerskim w Obniżeniu Lubomierskim. Źródło rzeki położone jest na południe od miejscowości Wojciechów koło osady Zalesie. Rzeka położona jest na obszarze Obniżenia Lubomierskiego.

## Charakterystyka
Potoki wyżynny krzemianowy. Źródło rzeki położone jest na podmokłej łące na poz. ok. 435m n.p.m. na Wzniesieniach Radoniowskich, na północ od osady Zalesie. W początkowym biegu przez niewielki odcinek strumień płynie na  wschód szeroką płaską doliną w kierunku drogi nr 297. Za drogą skręca na północ w kierunku Wojciechowa, gdzie przyjmuje kilka bezimiennych dopływów. Po kilku km biegu rzeka opuszcza Wojciechów i wpływa do miejscowości Milęcice, gdzie płynie wśród zabudowań wzdłuż lokalnej drogi w kierunku północno-zachodnim. Po opuszczeniu miejscowości Milęcice, rzeka meandrując płynie w kierunku Lubomierza, gdzie na północnych obrzeżach przyjmuje lewy dopływ Lubomirkę i za kilkaset metrów wpływa do miejscowości Oleszna Podgórska. Za Oleszną rzeka skręca na zachód i płynie w kierunku ujścia, gdzie na wysokości ok. 335 m n.p.m., w południowej części miejscowości Gryfów Śląski uchodzi do Kwisy. Koryto rzeki kamienisto-żwirowe słabo spękane i nieprzepuszczalne. Zasadniczy kierunek biegu rzeki północno-zachodni. Rzeka przez teren Obniżenia przepływa głęboką doliną o płaskim dnie w obrębie którego, koryto rzeki wytworzyło liczne meandry. Naturalny meandrujący charakter rzeki częściowo się zachował. Podobnie zachowane są liczne odcinki o naturalnym meandrującym charakterze na mniejszych potokach stanowiących dopływy Oldzy. Rzeka odwadnia Obniżenie Lubomierskie, południowo-zachodnią część Wzgórz Radomickich i północno-wschodnią część Wzniesień Radoniowskich. Rzeka w większości uregulowana. W większości swojego biegu płynie wśród terenów zabudowanych, obok lokalnej drogi Wojciechów-Oleszna Podgórska. Brzegi w nieznacznym stopniu zadrzewione. Rzeka charakteryzuje się wyrównanymi spadkami podłużnymi i zmiennymi wodostanami. Gwałtowne topnienie śniegu wiosną, a w okresach letnich wzmożone opady i ulewne deszcze, które należą w tym rejonie do częstych zjawisk, sprawiają wezbrania wody i stwarzają zagrożenie podtopień.

## Budowa geologiczna
Podłoże koryta rzeki stanowią skały blok karkonosko-izerskiego, przykryte osadami plejstoceńskimi – gliny i piaski.

## Dopływy
- P. Rybnik
- L. Młyńska Struga, Lubomierka

oraz kilka bezimiennych strumieni i potoków mających źródła na zboczach przyległych wzniesień oraz kilkanaście cieków okresowych.

## Miejscowości nad rzeką
- Wojciechów,
- Milęcice, Lubomierz,
- Oleszna Podgórska,
- Gryfów Śląski.

## Inne
- Rzeka narażona na zanieczyszczenie związkami azotu ze źródeł rolniczych[9].
- Na rzece planowana jest budowa zbiornika suchego między Lubomierzem a Oleszną Podgórną o pojemności 3500 tys. m³[10].